# Batalla de Hel
La Batalla de Hel fue una de las batallas más largas de la Invasión de Polonia durante la Segunda Guerra Mundial.

## La batalla

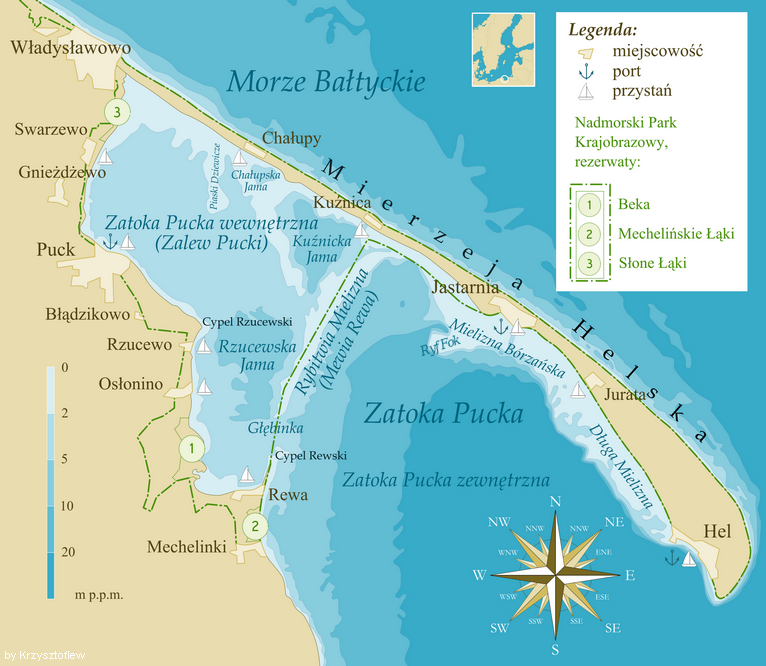
Mapa de península.

Hel fue el blanco de los ataques aéreos de la Luftwaffe desde el primer día de la invasión (1 de septiembre). El ejército alemán obligó a unidades polacas de Armia Pomorze a retirarse del corredor de Danzig en la primera semana de septiembre, y comenzó el asalto de las fuerzas polacas en Hel, el 9 de septiembre. A partir del 20 de septiembre en adelante Hel era la única bolsa de resistencia polaca en el norte de Polonia.
El 1 de octubre, el comandante de la marina polaca, almirante Józef Unrug, tomando en consideración que el puesto avanzado fue agotando los suministros de socorro y que ninguna fuerza llegaría, dieron la orden de capitular. Los alemanes ocuparon la península el 2 de octubre. Después de la capitulación de Hel, la resistencia polaca sólo fue llevada a cabo por el grupo operativo independiente Polesie, que finalmente capituló al final de la batalla de Kock.